# Еди Бойд
Едуард Райли Бойд, по-известен като Еди Бойд, (Eddie Boyd, 25 ноември 1914 – 13 юли 1994) е американски пиано блус музикант, роден в плантацията Стовал, близо до Кларксдейл, Мисисипи, САЩ.

## Личен живот и професионална кариера
Бойд се премества в Мемфис, Тенеси през 1936 г., където започва да свири на пиано и китара с групата си Дъ Дрикси Ритъм Бойс (Dixie Rhythm Boys). Бойд става част от Голямата миграция (масово изселване на чернокожи от южните в северните щати, най-силно проявено между 1940 – 1970 г.) на север към фабриките в Чикаго, Илинойс през 1941 г.
Написва и записва хитовите песни Five Long Years (1952), 24 Hours (1953) и Third Degree (в съавторство с Уили Диксън, също през 1953 г.). През 1965 г., прави турне в Европа с групата на Бъди Гай като част от Американския фолк блус фестивал. По-късно концертира и записва музика с Флийтуд Мак и Джон Мейол и Блусбрейкърс.
Разочарован от расовата дискриминация в САЩ, той се мести първо в Белгия, където записва с холандката група Къби енд дъ Близардс (Cuby and the Blizzards). Установява се в Хелзинки, Финландия през 1970 г., където записва десет плочи, първата от които Praise to Helsinki (1970). Жени се за съпругата си, Лейла, през 1977 г. Последния му блус концерт е през 1984 г. След това изпълнява само госпъл.
Бойд умира през 1994 г. в Хелзинки, Финландия, няколко месеца преди Ерик Клептън да издаде изключително успешния From the Cradle, който съдържа и кавъри на Five Long Years и Third Degree.

## Дискография

### Албуми
- Eddie Boyd and His Blues Band featuring Peter Green – Дека (1967) с Джон Мейол и Блусбрейкърс; записан през март 1967 г.; CD издадено от Gott Discs

1. Too Bad, Pt. 1
2. Dust My Broom
3. Unfair Lovers
4. Key to the Highway
5. Vacation from the Blues
6. Steakhouse Rock
7. „Letter Missin' Blues“
8. „Ain't Doin' Too Bad“
9. Blue Coat Man
10. Train Is Coming
11. Save Her Doctor
12. „Rack 'Em Back“
13. Too Bad, Pt. 2
14. Big Bell
15. „Pinetop's Boogie Woogie“
16. Night Time Is the Right Time

Еди Бойд – пиано, вокал

Питър Грийн – китара, беквокали (16)

Джон Мейол – хармоника, беквокали (16)

Джон Маквий – бас

Айнсли Дънбар – барабани

Тони Макфий – китара (02,11)

Албърт Хол – тромпет (01)

Рекс Морис – тенор саксофон (01)

Боб Ефорд – Тенор саксофон (01)

Хари Клайн – баритон саксофон (01)
- 7936 South Rhodes – Блу Харайзън Рекърдс (1968) с Питър Грийн, Джон Маквий и Флийтуд Мак

1. You Got to Reap
2. Just the Blues
3. „She's Real“
4. Back Slack
5. Be Careful
6. Ten to One
7. Blues Is Here to Stay
8. You Are My Love
9. Third Degree
10. Thank You Baby
11. „She's Gone“
12. „I Can't Stop Loving You“

- Praise to Helsinki (1970, Love Records)

1. Got To Know
2. Let It Be Me
3. "Denmark
4. I Cried
5. Nothing
6. Praise to Helsinki
7. When the Cuckoo
8. The Guff
9. Ding Dong
10. „Eddie's Instrumental“

- Eddie Boyd: The Complete Blue Horizon Sessions – Columbia, Sony/BMG (2006)

1. „It’s So Miserable to Be Alone“
2. Empty Arms
3. You Got to Reap
4. Just the Blues
5. „She's Real“
6. Back Slack
7. Be Careful
8. Ten to One
9. Blues Is Here to Stay
10. You Are My Love
11. Third Degree
12. Thank You Baby
13. „She’s Gone“
14. „(I Can't Stop) Loving You“
15. Big Boat
16. Sent for You Yesterday
17. Stroller (неиздавана преди)
18. No Place Like Home (неиздавана преди)

- The Legacy of the Blues vol. 10 – сонет

### Сингли
- Five Long Years от Blues Masters Vol. 2: Postwar Chicago – Рино
- 24 Hours от The Best of Chess Blues vol. 1 – Чес/MCA
  - концертна версия от American Folk Blues Festival '65 – L&R/Белафон
- Third Degree от A Tribute to Willie Dixon: 1915 – 1992 – Чес

|  | Тази страница частично или изцяло представлява превод на страницата Eddie Boyd в Уикипедия на английски. Оригиналният текст, както и този превод, са защитени от Лиценза „Криейтив Комънс – Признание – Споделяне на споделеното“, а за съдържание, създадено преди юни 2009 година – от Лиценза за свободна документация на ГНУ. Прегледайте историята на редакциите на оригиналната страница, както и на преводната страница, за да видите списъка на съавторите. ВАЖНО: Този шаблон се отнася единствено до авторските права върху съдържанието на статията. Добавянето му не отменя изискването да се посочват конкретни източници на твърденията, които да бъдат благонадеждни. |